# Stazione di Charleville-Mézières
La stazione di Charleville-Mézières (in francese Gare de Charleville-Mézières) è la principale stazione ferroviaria di Charleville-Mézières, Francia.